# August Rudolf Brenner
August Rudolf Brenner (* 19. März 1821 in Merseburg; † 17. Oktober 1884 in Leipzig) war ein deutscher Arzt. Er lehrte an der Universität Leipzig.

## Leben
Brenner war der Sohn des Merseburger Domkämmerers Ludwig August und dessen Frau Emilie Henrike Wollny und Bruder von Richard Brenner. Nach Abschluss seiner Studien in Berlin und Halle wurde er am 4. November 1845 zum Doktor der Medizin promoviert. Anschließend wurde er praktischer Arzt zu Quedlinburg und betrieb in Suderode eine Badepraxis.
1854 ging Brenner nach Russland, wo er zur Zeit des Krimkrieges Arzt an einem Hospital war. Danach ging er nach St. Petersburg. Dort zunächst staatsdienstlich tätig, führte es ihn als beratenden Mediziner für Muskel- und Nervenkrankheiten an die Maximilian-Heilanstalt. Außerdem unterhielt er eine Praxis.
Aus Russland kehrte Brenner krankheitsbedingt 1875 nach Deutschland zurück, zunächst nach Merseburg. Zwei Jahre darauf stellte ihn die Universität Leipzig als außerordentlichen Professor für Elektrotherapie ein. 1881 musste er die Professur wegen seines Hirnleidens aufgeben. An diesem verstarb er drei Jahre später 63-jährig.

## Wirken
Brenner beschäftigte sich mit Elektrotherapie. Dabei sah er die polaren Wirkungen des galvanischen Stromes und ihre Bedeutung in der Elektrodiagnostik und -therapie. Ferner prüfte er das motorische Zuckungsgesetz und deckte die galvanischen Reaktionen beim nervösen Gehörapparat auf. Daneben hielt er Vorlesungen beim Verein deutscher Ärzte, womit er zu dessen wissenschaftlichem Erfolg beitrug.

## Werke
- De communicatione chemica inter plantas et animalia per aerem atmosphaericum nutritione ac respiratione effecta (Dissertation)
- Untersuchungen und Beobachtungen auf dem Gebiete der Elektrotherapie (zwei Bände, Leipzig 1868/1869)